# (474117) 2016 LS47
(474117) 2016 LS47 es un asteroide perteneciente al cinturón de asteroides, descubierto el 1 de marzo de 2009 por el equipo del Spacewatch desde el Observatorio Nacional de Kitt Peak, Arizona, Estados Unidos.

## Designación y nombre
Designado provisionalmente como 2016 LS47.

## Características orbitales
2016 LS47 está situado a una distancia media del Sol de 3,173 ua, pudiendo alejarse hasta 3,704 ua y acercarse hasta 2,642 ua. Su excentricidad es 0,167 y la inclinación orbital 18,82 grados. Emplea 2064 días en completar una órbita alrededor del Sol.

## Características físicas
La magnitud absoluta de 2016 LS47 es 15,7. Tiene 3,687 km de diámetro y su albedo se estima en 0,142.